# Anthrenus bobo
Anthrenus bobo is een keversoort uit de familie spektorren (Dermestidae). De wetenschappelijke naam van de soort werd in 2003 gepubliceerd door Jiří Háva.